# Jaume Martí i Sanjaume
Jaume Martí i Sanjaume (Batet, 12 de juny de 1872 – Alp, 7 d'agost de 1936) va ser sacerdot i arxiver de Puigcerdà.
El 1897 fou ordenat sacerdot a Vielha i immediatament exercí a la parròquia de Puigcerdà i a la capella de l'Hospital de Puigcerdà. El 1919 es doctorà en dret canònic a Tarragona. Persona poliglota i amb un extens bagatge cultural, l'any 1921 l'Ajuntament de Puigcerdà li encarregà l'ordenació de l'arxiu, nomenant-lo poc més tard arxiver municipal, el que permeté inaugurar un arxiu de caràcter comarcal l'any 1930.
Com a conseqüència de l'esclat de la Guerra Civil Espanyola, fou empresonat i jutjat pel comitè local de la FAI i posteriorment assassinat a la collada de Toses, al lloc anomenat la Torrassa. El seu cos fou enterrat a la població d'Alp i en acabar la guerra, fou traslladat el 27 de novembre de 1939 a Puigcerdà. Posteriorment, les seves restes foren traslladades a La Seu d'Urgell.

## Obres publicades
- 1922 - Historia de Puigcerdà
- 1925 - Historia de Santa Maria de Puigcerdà, hoy de la Sacristía
- 1926 i 1928 – Dietari de Puigcerdà amb sa vegueria i sotsvegueria de la vall de Ribes (2 volums)
- 1927 – Las Vírgenes de Cerdaña